# Марко Сала
Марко Сала (італ. Marco Sala, 19 серпня 1886, Корнате-д'Адда — 14 грудня 1969, Мілан) — італійський футболіст, що грав на позиції захисника за «Мілан» та «Інтернаціонале». Провів одну гру за національну збірну Італії.

## Клубна кар'єра
У дорослому футболі дебютував 1904 року виступами за міланську команду «Семпьоне», де провів один сезон. 
Згодом повернувся у футбол 1909 року, ставши гравцем «Мілана». Грав за «россонері» до 1920 року з перервою, пов'язаною із перериванням футбольних змагань у період Першої світової війни.
Завершував ігрову кар'єру в іншій міланській команді, «Інтернаціонале», за яку виступав протягом 1920—1921 років.

## Виступи за збірну
1912 року провів свою єдину офіційну гру у складі національної збірної Італії.
Помер 14 грудня 1969 року на 84-му році життя в Мілані.
| Дата       | Місто | Господарі | Результат | Гості   | Турнір           | Голи | Примітки |
| ---------- | ----- | --------- | --------- | ------- | ---------------- | ---- | -------- |
| 17-03-1912 | Турин | Італія    | 3 – 4     | Франція | товариський матч | -    |          |
| Усього     |       | Матчів    | 1         |         | Голів            | 0    |          |